# 정희모
정희모(1959년 ~ )는 한국문학연구학회 부회장, 연세대학교 교수 등을 역임한 대한민국의 국어 학자, 대학 교수이다.

## 생애
1995년 연세대학교 국어국문학과에서 현대문학을 전공하여 박사학위를 받았다. 연세대학교에서 교수로 재직하며 글쓰기 강좌를 20년간 맡았다. 저서로는 '1950년대 한국문학과 서사성', '한국 근대비평의 담론', '1930년대 모더니즘 작가연구'(공저)가 있다. 2015년
한국학술지인용색인 국어국문학 분야에서 총 피인용 횟수가 262회에 달해 세 번째로 많은 것으로 집계되었다.

## 경력
- 2007~ : 연세대학교 국어학과 교수
- 2010~2012 : 한국교양교육학회 부회장
- 2011~2013 : 한국작문학회 회장
- 2012~2013 : 교육부 교과용도서 검정심의위원장(화법과 작문)
- 2014~2016 : 대학작문학회 회장
- 2016~2018 : 연세대학교 교육대학원 원장